# Teatro dramático regional académico de Donetsk
El teatro dramático regional académico de Donetsk (en ucraniano: Донецький академічний обласний драматичний театр; en ruso: Донецкий академический областной драматический театр) fue un teatro situado en la ciudad Mariúpol del óblast de Donetsk, Ucrania.
El teatro, construido en 1960, fue en gran parte destruido durante un ataque aéreo ocurrido el 16 de marzo de 2022, durante la invasión rusa de Ucrania.

## Historia
El primer grupo teatral de Mariúpol llegó a la ciudad en 1847 bajo la dirección del empresario V. Vinográdov. En 1878, Vasili Shapoválov, hijo de un rico comerciante de la ciudad, alquiló un espacio para ser utilizado como teatro estable de la compañía. Nueve años más tarde, gracias a la financiación del propio Shapoválov, se le dotó a la compañía de una nueva sede equipada con un gran escenario y con capacidad para 800 espectadores. La nueva sede, inicialmente denominada Sala de Conciertos y posteriormente Teatro de Invierno, fue inaugurada el 8 de noviembre con la puesta en escena de El inspector general de Nikolái Gógol.
Tras la revolución rusa, la gestión del teatro pasó en 1920 a cargo del colectivo Teatro nuevo, que a partir de 1936 pudo exhibirse en una nueva sede donde antes había estado la Iglesia de Santa María Magdalena. Junto a él había un cementerio para los sacerdotes, que los ocupantes (alemanes y rumanos) usaron en los años 40 utilizaron para sus muertos durante la Segunda Guerra Mundial. Sin embargo, cerró en 1947.Siete años más tarde se trasladó a Kamianets-Podilski como teatro itinerante ruso del óblast de Donetsk.
En marzo de 2022, tras el comienzo de la invasión rusa de Ucrania y la destrucción de edificios civiles durante el asedio de la ciudad, se convirtió en refugio de cientos de desplazados hasta el 16 de marzo, cuando un bombardeo aéreo destruyó el edificio.Una reconstrucción de Associated Press de mayo de 2022 estima el número de muertes en alrededor de 600. A principios de mayo, cuando los rusos aseguraron el control del Mariúpol, comenzaron a limpiar los escombros y los cuerpos encontrados fueron enterrados en una fosa común cerca de Mánjush. El Departamento de Comunicaciones Estratégicas de las Fuerzas Armadas de Ucrania alegó que se estaba vertiendo hormigón sobre los cadáveres restantes y también se ha informado que se usa lejía para prevenir el desarrollo de olores. En diciembre de ese mismo año, las ruinas fueron demolidas en su mayoría, excepto la fachada principal.
También afirmaron que la construcción del nuevo edificio debería tardar entre tres y cinco años, mientras que la compañía de teatro realizará una gira por Rusia y el escenario principal se inaugurará a finales de 2024.

## Espectáculos
El programa de teatro incluye obras nacionales e internacionales, y el teatro también participó en todos los festivales de teatro ucranianos y fundó el Festival Theatretor (en ucraniano: Тeatralьна брама) en 2019. Debido al cierre de otros teatros, era el único de la gran ciudad y de la región, por lo que también viajó a otras ciudades como Donetsk para realizar allí representaciones.
Dado que por la invasión rusa era imposible volver a Mariúpol, los artistas decidieron a mediados de mayo de 2022 mudarse a Úzhgorod, en el oeste de Ucrania, donde también hay un teatro dramático. El teatro dramático regional académico, bajo control ruso, reabrió el 10 de septiembre de 2022 en el edificio del antiguo Palacio de los Pioneros e Iván Ojlobistin fue uno de los invitados. Ígor Solonin, director de circo de Donetsk, fue nombrado nuevo líder.

## Estructura

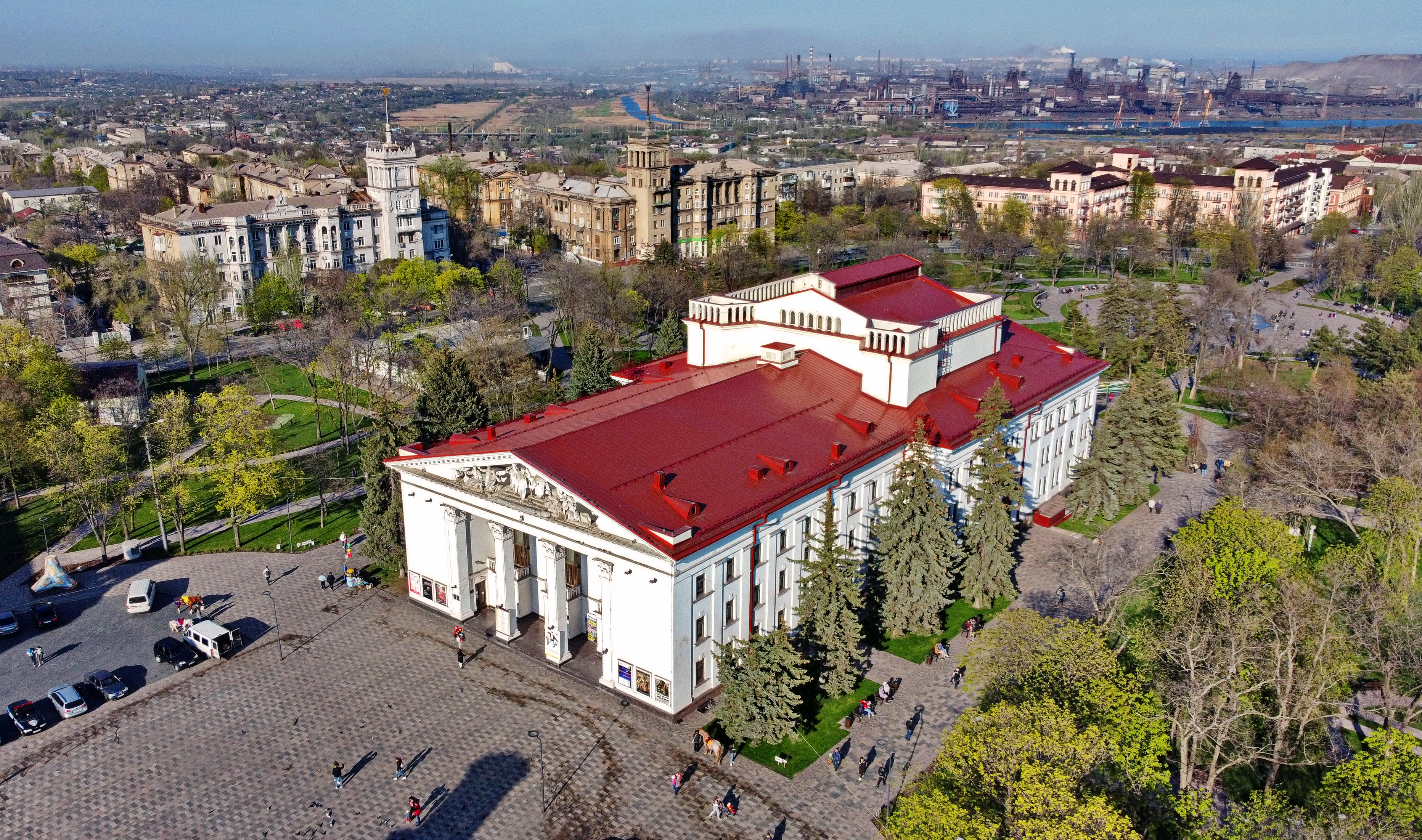
Vista aérea del teatro

En 1959, comenzó la construcción de la nueva sede, obra de los arquitectos Krilov y Malishenko, que fue bautizada como el teatro dramático regional de Donetsk. Construido en estilo neoclásico con la típica piedra gris procedente de las canteras de Inkermán, presentaba numerosas decoraciones de estuco. El tímpano albergaba un grupo escultórico que representaba a obreros metalúrgicos y campesinos, los oficios más comunes de la época en la región.
En 1985 se añadió al teatro un segundo palco más pequeño con una platea de 70 asientos.

## Premios y reconocimientos
En 1978, el grupo teatral celebró su centenario y fue galardonado con la Orden de la Insignia de Honor. En 2007, por decreto del Ministerio de Cultura y Turismo, el teatro fue reconocido con el distintivo de «académico».